# Perrine Pelen
Perrine Pelen (Boulogne-Billancourt, 3. juli 1960) er en tidligere skiløber, der vandt 3 olympiske medaljer (1 sølv og 2 bronze), 1 verdensmesterskab (3 medaljer i alt), 1 verdensmesterskab i disciplinen slalom og 15 verdenscupsejre i alpint skiløb (med i alt 43 podier).
Perrine Pelen dimitterede fra HEC Paris i 1988.